# Ястшембовский, Войцех Богумил
Войцех Богумил Ястшембовский, в устаревшей транскрипции Ястржембовский (пол. Wojciech Bogumił Jastrzębowski, 25 февраля 1884, Варшава — 9 марта 1963, Варшава) — польский художник, живописец, рисовальщик, декоратор, проектировщик мебели, декоративных тканей, медальер периода польского модерна или «стиля сецессии».

## Биография
С 1904 года учился в Академии художеств в Кракове. В 1909 году получил стипендию и отправился на два года в Париж. Вернувшись в 1911 г., стал соучредителем Ассоциации архитектуры, скульптуры, живописи и ремёсел (с 1913 г. «Краковские Мастерские»), в которой велись поиски нового стиля в проектировании интерьера и мебели наподобие «Венских Мастерских».
С 1912 года Ястшембовский был художественным руководителем и лектором на курсах ремесленников в Техническом и промышленном музее, читал курс прикладного искусства в Школе изящных искусств в Кракове.
В 1922 года стал членом редакционного комитета журнала «Polska Polska», преподавал в Школе изящных искусств в Варшаве, где создал экспериментальную мебельную мастерскую. Занимался медальерным искусством. В 1901 г. способствовал созданию Польского общества прикладного искусства. В 1923 году получил звание профессора варшавской Школы изящных искусств.
В 1929 году художник был избран проректором Академии художеств, в 1936—1939 гг. был ректором. В начале Второй мировой войны эмигрировал в Лондон, где стал экспертом и художественным руководителем выставок польского искусства. С 1943 г. — президент Студии декоративного искусства. В 1947 г. вернулся в Польшу и начал сотрудничество с Управлением по надзору за производственной эстетикой (позднее — Институт промышленного дизайна), в том же году получил звание профессора Академии художеств в Варшаве. В 1951 г. Ястшембовский стал председателем Ученого совета Института промышленного дизайна, он занимал эту должность до 1959 года. С 1953 г. в течение пяти лет был председателем Ученого совета Академии изящных искусств в Варшаве и экспертом по планированию изящных искусств Совета по культуре и искусству. 
Похоронен на Повзенском кладбище в Варшаве.